# Boceguillas
Boceguillas er en by og kommune i det centrale Spanien i provinsen Segovia. Den har et indbyggertal på 721 (2024) indbyggere.